# Marian Jankowski (major)
Marian Aleksander Jankowski (ur. 15 sierpnia 1892 w Warszawie, zm. 28 stycznia 1962 w Penrhos) – major piechoty Wojska Polskiego, kawaler Orderu Virtuti Militari.

## Życiorys
Urodził się 15 sierpnia 1892 w Warszawie jako syn Faustyna Aleksandra i Leontyny z d. Kleszczyńskiej. Brał udział w I wojnie światowej, u schyłku której w listopadzie 1918 został przyjęty do Wojska Polskiego. Uczestniczył w wojnie z bolszewikami. 25 listopada 1920 roku został zatwierdzony z dniem 1 kwietnia 1920 roku w stopniu porucznika, w grupie oficerów byłych Korpusów Wschodnich i byłej armii rosyjskiej.
1 czerwca 1921 roku pełnił służbę w Oddziale V Sztabu Ministerstwa Spraw Wojskowych, a jego oddziałem macierzystym był 36 pułk piechoty Legii Akademickiej. W tym czasie przysługiwał mu, obok stopnia wojskowego, tytuł adiutanta sztabowego. 3 maja 1922 roku został zweryfikowany w stopniu kapitana ze starszeństwem z dniem 1 czerwca 1919 roku i 389. lokatą w korpusie oficerów piechoty, a jego oddziałem macierzystym był nadal 36 pułk piechoty w Warszawie. W 1923 był oficerem sztabu dowódcy piechoty dywizyjnej 9 Dywizji Piechoty w Siedlcach, pozostając oficerem nadetatowym 63 pułku piechoty, po czym w 1924 powrócił do służby w 63 pułku piechoty. W sierpniu 1926 został przeniesiony do 1 batalionu strzelców w Chojnicach na stanowisko kwatermistrza. 20 kwietnia 1927 został mianowany majorem ze starszeństwem z 1 stycznia 1927 w korpusie oficerów piechoty. W maju tego roku został wyznaczony na stanowisko dowódcy I batalionu w 63 pp. Z dniem 21 marca 1931 został wykładowcą w Centrum Wyszkolenia Piechoty w Rembertowie. W czerwcu 1933 został przeniesiony do 66 pułku piechoty w Chełmnie na stanowisko dowódcy batalionu. W marcu 1939 dowodził II batalionem 66 pp.
Według historyków major Marian Jankowski w kampanii wrześniowej był dowódcą I batalionu 2 Pułku Strzelców Podhalańskich z Sanoka. Według Juliana Taurogińskiego dowódcą I/2 psp w czasie wojny był kapitan Bronisław Jankowski, który w czasie pokoju był w tym batalionie dowódcą 1 kompanii karabinów maszynowych. Po zakończeniu II wojny światowej  zamieszkał w polskim osiedlu w miejscowości Penrhos w Walii gdzie był bibliotekarzem w Polskim Ośrodku Mieszkaniowym. Zmarł tamże 28 stycznia 1962.

## Ordery i odznaczenia
- Krzyż Srebrny Orderu Virtuti Militari nr 6725[21][1]
- Krzyż Walecznych (trzykrotnie)[21]
- Złoty Krzyż Zasługi[21]
- Odznaka Pamiątkowa Więźniów Ideowych[22]